# Lazzaro Calvi
Pour les articles homonymes, voir Calvi (homonymie).
Lazzaro Calvi  (Gênes, 1502 - 1607 (ou 1587?)) est un peintre italien  actif au XVIe siècle.

## Biographie
Lazzaro Calvi est un peintre actif à la fin de la Renaissance. Il est né à Gênes et s'est formé auprès de son père Agostino Calvi et Perin del Vaga. Des sources anciennes affirment qu'il aurait vécu jusqu'à l'âge de 105 ans
Son frère aîné Pantaleone (mort en 1595) était aussi un peintre. Ils ont travaillé ensemble à Gênes et dans différentes villes de la république Génoise, ainsi qu'à Monaco et Naples. Pantaleone agissant en tant que décorateur pour des œuvres de Luzzato.
Lazzaro Calvi, irrité par le succès de certains de ses contemporains, a mandaté l'empoisonnement de Giacomo Bargone et il a soudoyé des personnes afin de vilipender les œuvres des plus habiles peintres de l'époque et à exalter les siennes.
Mortifié pour avoir été mis en challenge avec des artistes contemporains, Lazzaro abandonne la peinture pour s'adonner à la navigation et l'escrime. Vingt ans plus tard il revient à la peinture qu'il exerce jusqu'à sa 85e année, ses dernières œuvres étant pour l'église Santa Caterina.
Les fils de son frère Pantaleone: Aurelio, Marcantonio, Benedetto, et Felice sont également devenus peintres.

## Œuvres
- Façade du Palazzo Doria (actuellement Palazzo Spinola) en collaboration avec son frère Pantaleone.
- Continence de Scipion  pour un palais de Gênes,
- Naissance et Vie de saint Jean-Baptiste, en collaboration avec Andrea Semini et Luca Cambiaso, chapelle dei Nobili Centurioni.
- Déposition, signé et daté 1577, église Santissima Annunziata e Santa Caterina di Portoria, Gênes
- Saint Martin et le Pauvre, église Nostra Signora della Cella, Gênes.